# Charly Lownoise & Mental Theo
Charly Lownoise & Mental Theo è un duo di DJ Happy hardcore (ma hanno inciso anche musica gabber) proveniente dai Paesi Bassi.

## Storia del gruppo
Charly Lownoise, vero nome Ramon Roelofs, è nato all'Aia (Paesi Bassi), il 16 giugno 1968; Mental Theo, vero nome Theo Nabuurs, il 14 febbraio 1965 a Boscoducale.

## Discografia

### Album
- Charlottenburg (1995)
- Old School Hardcore (1996)
- On Air (1996)
- Kiss Your Sweet Ears Goodbye (1998)
- Speedcity (2003)
- Best Of - Thank You Ravers (2005)

### Singoli
- Live At London (1994)
- Wonderfull days (1995)
- Together in Wonderland (1995)
- The Bird (1995)
- Stars (1995)
- This Christmas (1995)
- Your Smile (1996)
- Fantasy World (1996)
- Hardcore Feelings (1996)
- Streetkids (1996)
- Party (1997)
- Just Can't Get Enough (1997)
- Next 2 Me (1998)
- Girls (2000)
- Wonderful Days 2.08 (2007)